# وینتیکینکو دو دیکیمبر

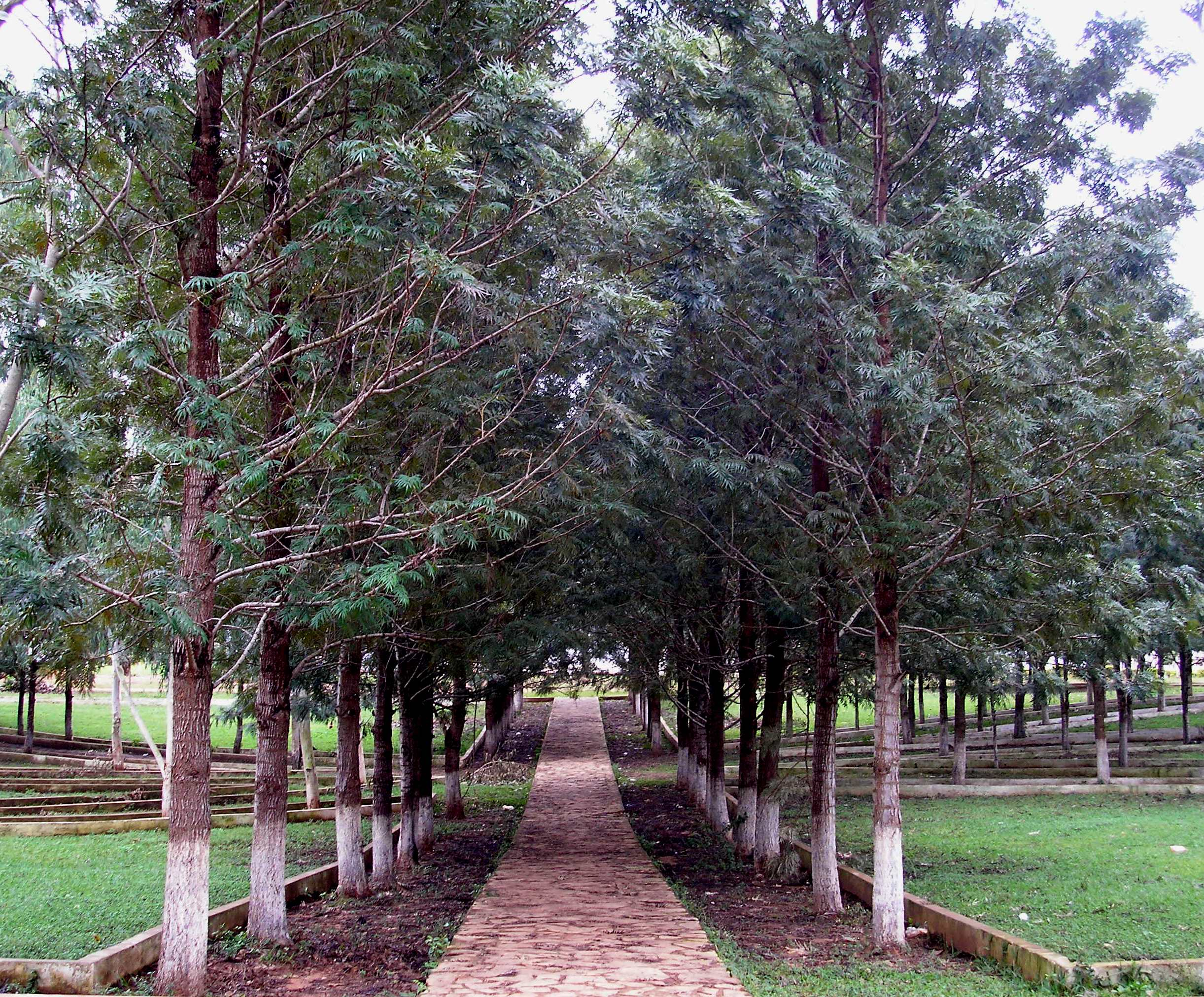
نمایی از وینتیکینکو دو دیکیمبر

وینتیکینکو دو دیکیمبر (به اسپانیایی: Veinticinco de Diciembre) یک منطقهٔ مسکونی در پاراگوئه است که در San Pedro Department, Paraguay واقع شده‌است.

## خصوصیات
وینتیکینکو دو دیکیمبر ۹۹۵ کیلومترمربع مساحت و ۹٬۱۴۷ نفر جمعیت دارد و ۱۱۶ متر بالاتر از سطح دریا واقع شده‌است.